# Australsk fodbold
Australsk fodbold er en sportsgren som til dels minder om rugby. Banen er dog oval og 135-185 meter lang og 110-155 meter bred. Begge hold består af hele 18 spillere.
Australsk fodbold er en fysisk krævende, ekstremt hurtig sport, hvor en oval bold bliver spillet rundt på en stor oval bane. Fysisk kontakt er en vigtig del af spillet, hvor det er tilladt at tackle spillere der har bolden og at bruge kroppen til at forhindre andre spillere i at komme til bolden.
Sporten indeholder elementer fra almindelig fodbold, rugby, og en del specialiteter som kun findes i Australsk fodbold. En god Australsk fodboldspiller skal kunne tackle, gribe og sparke til bolden. Sporten kræver hurtighed, fysisk styrke, ”gode hænder” og evnen til at læse spillet. I forhold til mere velkendte sportsgrene minder Australsk fodbold om håndbold i forhold til fysisk kontakt og gode australske fodboldspillere har ofte samme egenskaber som gode håndboldspillere.

## Reglerne
Bolden: Er oval og bruges kun til Australsk fodbold. Minder lidt om en rugby-bold.
Aflevering: Bolden må sparkes og ”hand passes”. Den må ikke kastes. Et hand pas består i at bolden bokses videre til en medspiller. Bolden sparkes mens spilleren holder den i hænderne – sparketeknikken minder om et målmands udspark fra almindelig fodbold.
Løb med bolden: En spiller der har bolden, må bevæge sig op til 15 meter med bolden, såfremt denne ikke tackles. Efter 15 meter skal spilleren "bounce" bolden ved at føre bolden ned til jorden. Derefter må spilleren bevæge sig 15 meter videre med bolden.
Tackling: En spiller der har bolden må tackles fra knæ til skulder, dog ikke bagfra (i ryggen). En tackling består i at spilleren fastholdes og/eller tvinges til jorden med bolden (det er tilladt at holde fast i spillerdragten – som af samme grund er meget kraftig og uden ærmer). Hvis bolden ikke afleveres hurtigt efter en spiller er tacklet korrekt, dømmes der frispark til den tacklende spiller som må sparke den. Det samme gælder hvis bolden tabes efter en korrekt tackling. I Australsk fodbold er der dog ikke nær så mange tacklinger, som der ses i eksempelvis, Amerikansk fodbold, rugby eller håndbold.
Shepherd: Medspillere må dække den spiller der har bolden for at forhindre modspillere i at komme frem til boldholderen (”obstruction” der ikke er tilladt i almindeligt fodbold er således en vigtig del af spillet, dog kun inden for 5 meter af bolden). I australsk fodbold kaldes denne dækning af bolden for ”to shepherd the ball” (ligesom en hyrde passer på sine får).
Bump: Det er også tilladt at bruge skulderen til at holde modspillere væk fra bolden eller til at beskytte sig selv.
Mark: En af de vigtigste og mest markante elementer i Australsk Fodbold er det såkaldte mark. Hvis bolden bliver grebet efter den har været sparket og er fløjet mere end 15 meter gennem luften uden den er blevet berørt undervejs får den spiller der griber bolden et mark – hvilket svarer til et frispark. Han må således stoppe op og aflevere bolden uden at modspilleren angriber ham. Kampen for at få et mark giver ofte nogle spektakulære luftdueller hvor flere spillere hopper op for at gribe bolden. Det er tilladt at sætte af på ryggen af anden spiller eller skubbe til andre spillere så længe man kigger på bolden.
Holding: Det er ikke tilladt at holde fast i en spiller som ikke har bolden, ligesom en tackling skal slippes, hvis bolden bliver afleveret.
Scoring: Der er mål i hver ende af banen. Målene består af 4 lodrette stolper. Der kan scores mål og point. Et mål giver 6 point. Der er mål når bolden sparkes gennem de to midterste stolper uden at den berøres undervejs. Hvis bolden går mellem en af de midterste og yderste stolper, hvis den bliver rørt på vej i mål eller hvis den ikke er sparket igennem giver scoringen 1 point.
Banen: Der spilles på en stor oval bane (en cricket bane). Melbourne Cricket Ground (MCG) hvor den traditionelle Grand Final spilles hvert år i september måler 160 meter i længde og bredde.
Hold: Der er 18 spillere fra hvert hold på banen. I Danmark (DAFL) spilles lokalt med mindre hold på normalt 16 spillere (og fire udskiftere). Der spilles med flyvende udskiftning så et hold kan bestå af op til 22 spillere.
Resultat: Målscoren skrives med tre tal: mål, point og total point. F.eks. 10, 13, 73 betyder, at der er scoret 10 mål og 13 point hvilket giver en samlet score på 73 point.
Spilletid: Der spilles 4 ”quarters”(perioder) a 20 minutter.
Målspark og opgivning: Hvis der bliver scoret point, får det hold, som der er blevet scoret point hos bolden og skal lave
et målspark, således at målmanden (full back spilleren) skal sparke til bolden til en medspiller eller sparke til sig selv for selv at kunne løbe videre. Dette gøre inden for et lille rektangulært område ud fra de to midterstolper.
Bliver der scoret mål skal bolden gives op. Dommeren kaster bolden op og en fra hvert hold skal kæmpe om at få bolden sendt videre ind i spil.
- Wikimedia Commons har flere filer relateret til Australsk fodbold

| Sport | Spire Denne artikel om sport er en spire som bør udbygges. Du er velkommen til at hjælpe Wikipedia ved at udvide den. |